# Präsidentschaftswahl in den Vereinigten Staaten 1832
Die US-Präsidentschaftswahl 1832 fand vom 2. November bis zum 5. Dezember 1832 statt. Dabei wurde der amtierende Präsident Andrew Jackson, Kandidat der Demokraten, ohne weitere Probleme gegen Henry Clay aus Kentucky wiedergewählt. Jackson bekam 219 der 288 Wahlmännerstimmen und besiegte damit ohne Schwierigkeiten Clay, der für die National-Republikanische Partei kandidierte. Weitere Kandidaten waren William Wirt von der Anti-freimaurerischen Partei, der sieben Stimmen des Kollegiums erhielt, und John Floyd, der nicht als offizieller Kandidat antrat, jedoch die Wahlmännerstimmen aus South Carolina erhielt.
Das war die erste bundesweite Wahl für Jacksons Running Mate Martin Van Buren aus New York, der vier Jahre später Jackson als Präsident folgen sollte. Als Vizepräsidentschaftskandidat der Nationalrepublikaner war John Sergeant angetreten.

## Kandidaten
Demokratische Partei

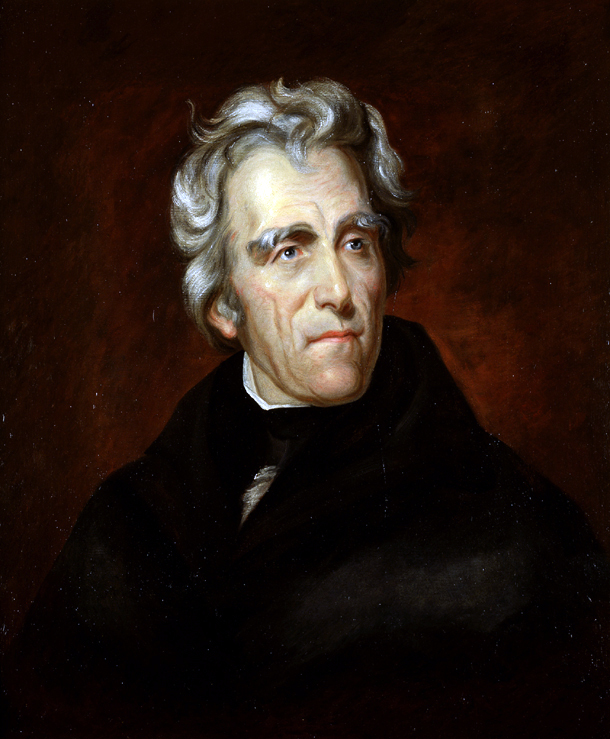
Andrew Jackson
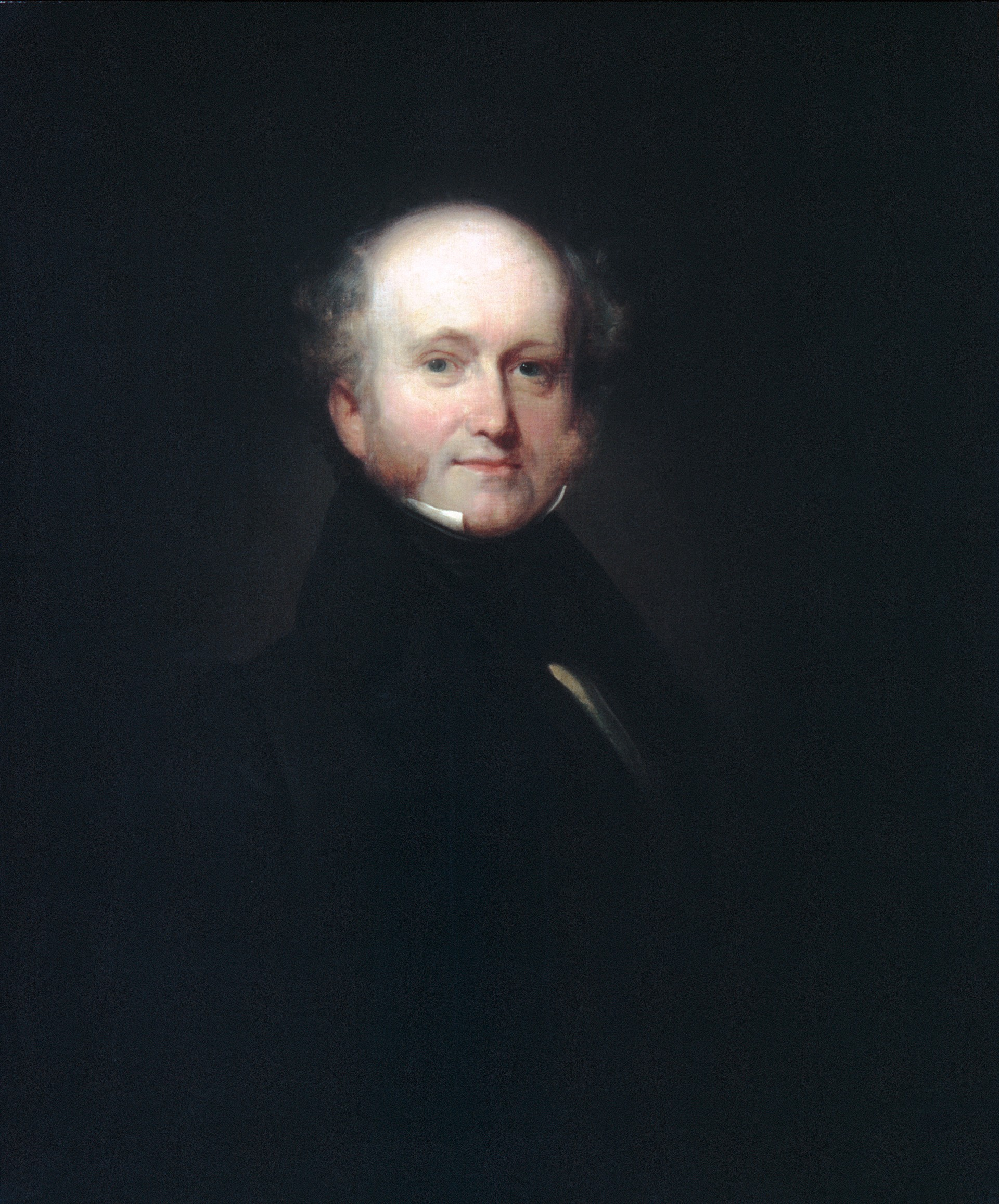
Martin van Buren

- Präsidentschaftskandidat: Andrew Jackson, amtierender Präsident der Vereinigten Staaten
- Vizepräsidentschaftskandidat: Martin van Buren, amtierender Außenminister der Vereinigten Staaten

National-Republikanische Partei

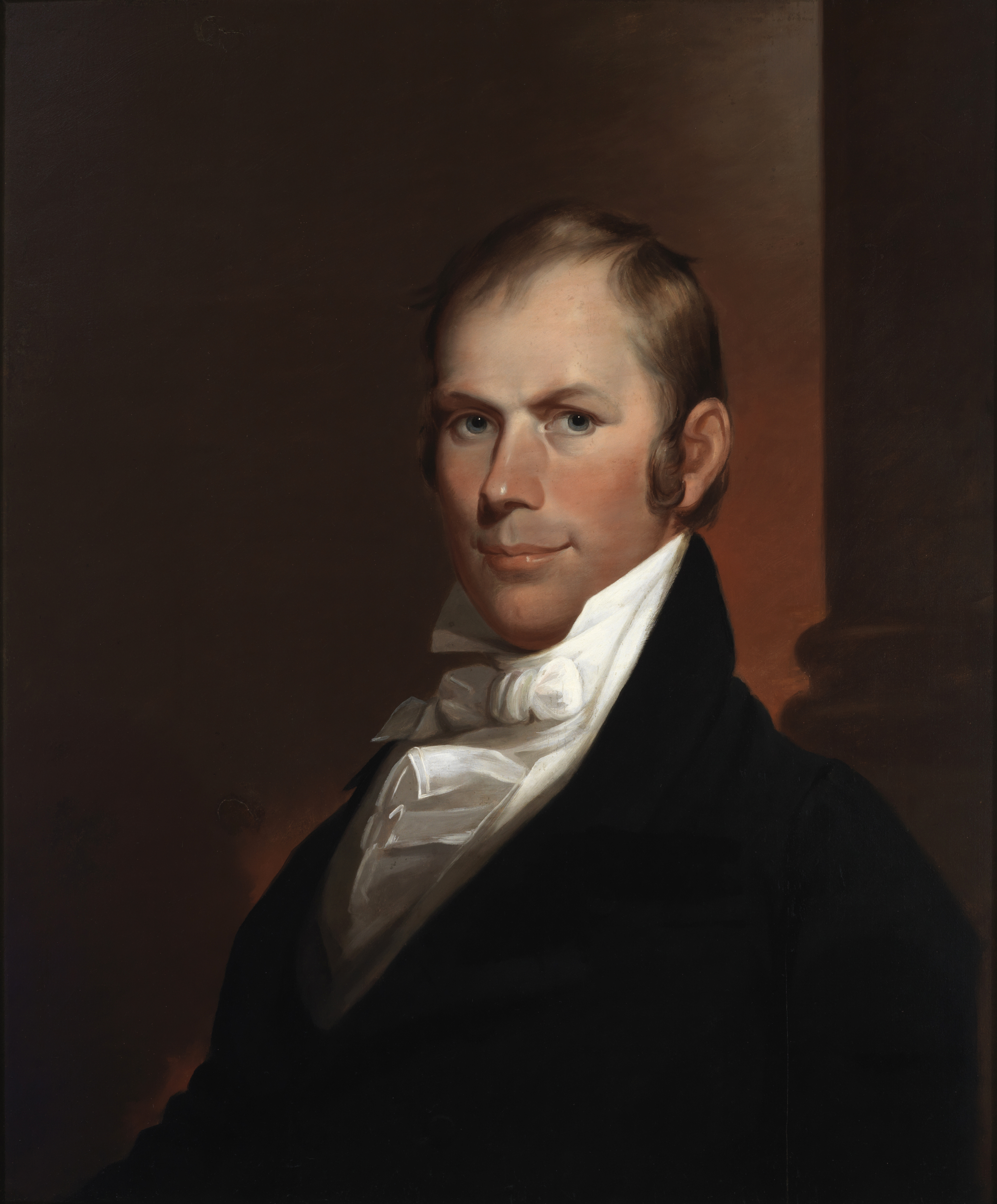
Henry Clay
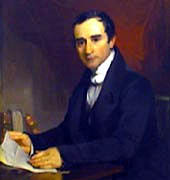
John Sergeant

- Präsidentschaftskandidat: Henry Clay, Senator und früherer Außenminister der Vereinigten Staaten
- Vizepräsidentschaftskandidat: John Sergeant, Mitglied im Repräsentantenhaus

## Ergebnis
| Kandidat       | Partei | Partei                | Stimmen   | Stimmen  | Wahlmänner |
| Kandidat       | Partei | Partei                | Anzahl    | Prozent  | Wahlmänner |
| -------------- | ------ | --------------------- | --------- | -------- | ---------- |
| Andrew Jackson |        | Demokratische Partei  | 701.780   | 54,2 %   | 219        |
| Henry Clay     |        | National-Republikaner | 484.205   | 37,4 %   | 49         |
| John Floyd     |        | Nullifier             | —         | —        | 11         |
| William Wirt   |        | Anti-Freimaurer       | 100.715   | 7,8 %    | 7          |
| Gesamt         | Gesamt | Gesamt                | 1.286.700 | 99,4 % * | 286 (288)  |

* an 100 % fehlende Prozent: ungültige Stimmen / Stimmen für andere Kandidaten

## Nominierungen
Das Ende der Kongress-Nominierungen 1824 hatte eine Lücke hinterlassen; es gab keine institutionalisierte Methode mehr, wie man auf nationaler Ebene die Präsidentschaftskandidaten bestimmen könnte. Diese Lücke wurde durch eine politische Innovation gefüllt: das erste Mal in der Geschichte der Vereinigten Staaten wurden die Kandidaten von National Conventions gewählt. Die erste dieser nationalen Zusammenkünfte wurde von der Anti-Freimaurerischen Partei in Baltimore im September 1831 abgehalten. Die National-Republikaner und die Demokraten machten es ihr bald nach, indem sie ihre Conventions ebenfalls in Baltimore abhielten.

## Themen des Wahlkampfs
Das bestimmende Thema war die Second Bank of the United States. Jackson, der Geldinstitute und Papiergeld im Speziellen nicht mochte, legte Widerspruch gegen die Erneuerung der Charta der Bank ein und zog Bundesvermögen von ihr ab. Clay hoffte, die Anhänger von Jackson spalten und Zugewinne in Pennsylvania (der Staat, in dem die Bank ihren Hauptsitz hatte) verbuchen zu können, indem er Jackson attackierte. Whigs attackierten Jacksons Gebrauch des präsidentiellen Vetos, indem sie ihn als „König Andrew“ karikierten. Jedoch verfehlten diese Attacken ihr Ziel im Allgemeinen, da Jackson sich dem Volk als Beschützer gegen eine privilegierte Elite präsentierte. Jacksons Wahlkampfauftritte besuchten außerordentlich viele Wähler und er gewann Pennsylvania sowie den weitaus größten Teil des ganzen Landes.